# Rio Shore
Rio Shore é um reality show brasileiro transmitido desde 30 de setembro de 2021 pela MTV e pelo serviço de streaming Paramount+. Como seus sucessores, documenta a vida de um grupo de jovens que passam o verão morando juntos no Rio de Janeiro.

## Produção
O programa foi citado pela primeira vez em 27 de maio de 2021 por Tiago Worcman, vice-presidente sênior da Paramount Networks Americas, quando anunciou o início das filmagens em Armação dos Búzios e sua estreia no segundo semestre de 2021. Gravado durante a pandemia do COVID-19, a produção seguiu rígidos protocolos de higiene, além de tratamentos constantes para o elenco e integrantes da produção, além disso, todos os envolvidos passaram por um período de quarentena.
Rio Shore, produzido no Brasil, acompanha um grupo de dez jovens de diversas partes do estado do Rio de Janeiro, que vão se reunir para uma temporada cheia de festas, romance, amizades e, por fim, o drama que resulta da convivência. Eles terão a oportunidade de deixar suas vidas por um momento, viver a vida ao máximo e passar momentos em suas vidas que nunca imaginaram.

## Temporadas
| Ano  | Temporada     | Local                  | Episódios |
| ---- | ------------- | ---------------------- | --------- |
| 2021 | 1.ª temporada | Búzios, Rio de Janeiro | 12        |
| 2022 | 2.ª temporada | Joá, Rio de Janeiro    | 12        |
| 2023 | 3.ª temporada | Rio de Janeiro         | 12        |

### 1.ª temporada (2021)
A primeira temporada foi filmada entre junho e julho de 2021 no Rio de Janeiro. Em 29 de julho de 2021, o primeiro teaser da série foi publicado na página oficial do programa no Instagram, MTV e Paramount+.
Os membros do elenco principal foram anunciados em 19 de agosto de 2021, incluindo Matheus Crivella, conhecido por aparecer em De Ferias Com o Ex e Acapulco Shore, Cristal Felix, Guilherme Evaristo, Jessica Barros, Juliana Casaes, Kevin Jolsan, Natallia Fromaggeri, Patrick Salles, Ricardo Salusse y Vitória Araújo.

### 2.ª temporada (2022)
Em 15 de fevereiro de 2022, a Paramount+ revelou sua nova programação de séries sem roteiro e renovações para a MTV Entertainment Studios, incluindo a renovação da segunda temporada do programa. A segunda temporada do show foi filmada em janeiro e fevereiro. 2022. O primeiro teaser da temporada foi lançado em 28 de abril de 2022, e estreou em 9 de junho de 2022. Quatro novos membros do elenco foram anunciados em 10 de maio, incluindo Aoxi, Cayo Rodrigues, Maryane Valim e William Guimarães, enquanto os membros originais do elenco Cristal Felix, Guilherme Evaristo, Juliana Casaes, Kevin Jolsan  voltaram ao show mais tarde. Patrick foi expulso da temporada durante o terceiro episódio depois de agredir fisicamente outro membro do elenco. A personalidade da televisão brasileira Rico Melquiades apareceu como gerente da temporada.

### 3.ª temporada (2023)
A terceira temporada começou em 15 de junho de 2023 na MTV. Foi filmado em fevereiro de 2023. O elenco foi revelado em maio de 2023, e metade do elenco da temporada anterior não voltou ao show. Seis novos integrantes do elenco são apresentados pela primeira vez, entre eles Beatriz Valença, Helena Steigne, Leonardo Carvalho, Matheus Miranda e Thiago Hippólito. Esta foi a última temporada com Maryane Valim após a saída do programa. A personalidade da televisão brasileira Jojo Todynho foi apresentada como a chefe da temporada. Jéssica Barros retorna ao show após sair no final da temporada anterior.

### Cancellation
A fourth season was filmed in the second half of 2023 in Florida, United States. And it features the return of Patrick Sales. However, in January 2024 the series was cancelled.

## Elenco
| Nome                                     | Idade | Origem                             | Biografia |
| ---------------------------------------- | ----- | ---------------------------------- | --- |
| Cristal Felix                            | 28    | Rio de Janeiro, Rio de Janeiro     | Cristal é bailarina e digital influencer. "Queria saber como seria eu convivendo com pessoas com personalidades diferentes. Queria curtir muito, pegar todo mundo e sabia que o Rio Shore seria o reallity perfeito". |
| Guilherme Evaristo "Gui"                 | 29    | Rio de Janeiro, Rio de Janeiro     | Guilherme é engenheiro civil e empresário. "Eu sou atleta de wakeboard, kitesurf e futevôlei. O que eu mais gosto de fazer, com certeza, é esporte, e, de preferência, em contato com a praia e com o mar". |
| Jéssica Barros                           | 23    | Rio de Janeiro, Rio de Janeiro     | Jessica é bailarina, atriz, professora, coreógrafa, influencer digital e modelo. "Queria muito que a minha dança, meu trabalho tivesse mais visibilidade. Queria que as pessoas me vissem mais e, por isso, aceitei o convite". |
| Juliana Casaes "Mississipi"              | 25    | Rio de Janeiro, Rio de Janeiro     | Juliana é administradora e estudante. "Quando acordo muito animada, gosto de sair e ficar muito louca. Quando eu acordo mais de boa, só Deus sabe. Aceitei convite porque cansei de dar entretenimento gratuito". |
| Matheus Crivella "Novinho"               | 29    | Rio de Janeiro, Rio de Janeiro     | Novinho é sagitariano e empresário: “O Rio Shore tem tudo a ver com minha vida. É, literalmente, a minha vida, o que eu faço, diariamente. É muito parecido com minha rotina, é o que eu vivo”. |
| Ricardo Salusse "Rick"                   | 25    | Rio de Janeiro, Rio de Janeiro     | Ricardo é geógrafo e professor. "Quando a vida te oferece oportunidades como essa (participar do Rio Shore) você aceita, não é? Ter experiências novas e incríveis, conhecer gente divertida, criar laços". |
| Kevin Jolsan Temporadas 1–2              | 25    | Angra dos Reis, Rio de Janeiro     | Kevin é ator e pescador amador subaquático autônomo. "Quem não é visto não é lembrado. E eu sempre tive vontade e curiosidade de saber como seria ficar confinado com pessoas, vivendo intensamente, sem acesso ao mundo real". |
| Natallia Formaggeri "Nat" Temporadas 1–2 | 24    | Niterói, Rio de Janeiro            | Natallia trabalha como modelo. "Aceitei participar do Rio Shore porque sabia que seria uma experiência mega diferente de tudo que eu já vivi. E também porque eu amo um reality". |
| Vitória Araújo Temporadas 1–2            | 22    | Rio de Janeiro, Rio de Janeiro     | Vitória é modelo e fotógrafa. "Eu amo a dinâmica do Shore. Acompanhei muito o 'Geordie Shore'. A Chloe é a minha favorita, me identifico muito". |
| Patrick Salles Temporadas 1–2            | 27    | Rio de Janeiro, Rio de Janeiro     | Patrick é vendedor. "Gosto de ir à praia, fazer umas trilhas, curtir com meu irmão, jogando um vídeo game, vendo uma série, rapaziada, churrasco, barzinho. Muitas coisas me fazem feliz". |
| Maryane Valim "Mary" Temporadas 2–3      | 25    | Três Corações, Minas Gerais        | Mary é pisiciana, bacharel em Direito e pós-graduada em Direito Tributário: “Quando surgiu a oportunidade de participar eu não vi porque não, só fui e pensei que seria uma chance de me conhecer de verdade, superar uns T.O.C’s, manias e dificuldades que eu tinha, por exemplo, a convivência. Toda vez que eu me interesso por algum boy eu tento descobrir as informações pra fazer o mapa astral dele, pra fazer um TCC sobre ele”. |
| William Guimaraes "Will" Temporadas 2–3  | 30    | São Paulo, São Paulo               | William é ariano, empresário e consultor de vendas: “Gosto de novos desafios e viver novas experiências. Tenho dupla personalidade, sem beber sou mais quieto e tímido. Mas quando bebo viro outra pessoa, aí o bicho pega”. |
| Aoxi Temporada 2                         | 22    | Rio de Janeiro, Rio de Janeiro     | Aoxi é taurina, artista, modelo, cantora, compositora: “Amo viver novas experiências! Amo fazer exercícios aeróbicos. E também cuidar de mim, ver filme, conhecer algum lugar novo”. |
| Cayo Rodrigues Temporada 2               | 27    | Rio de Janeiro, Rio de Janeiro     | Cayo é virginiano, músico, cantor, instrumentista, compositor e produtor musical. “Acho que toda pessoa deveria passar por um reality na vida porque é uma prova de sobrevivência ali com pessoas completamente diferentes e é uma experiência única”, disse ele. |
| Beatriz Valença "Triz" Temporadas 3      | 20    | Brasília, Distrito Federal         | |
| Daniele Japa Temporadas 3                | 24    | São João de Meriti, Rio de Janeiro | |
| Helena Steigner Temporadas 3             | 22    | Niterói, Rio de Janeiro            | |
| Leonardo Carvalho Temporadas 3           | 31    | Niterói, Rio de Janeiro            | |
| Matheus Miranda Temporadas 3             | 28    | Rio de Janeiro, Rio de Janeiro     | |
| Thiago Hippólito Temporadas 3            | 32    | Rio de Janeiro, Rio de Janeiro     | |

### Duração do elenco
| Nome                | Temporadas | Temporadas | Temporadas   |
| Nome                | 1          | 2          | 3            |
| ------------------- | ---------- | ---------- | ------------ |
| Cristal Felix       | Principal  | Principal  | Principal    |
| Guilherme Evaristo  | Principal  | Principal  | Principal    |
| Jessica Barros      | Principal  | Principal  | Principal    |
| Juliana Casaes      | Principal  | Principal  | Principal    |
| Kevin Jolsan        | Principal  | Principal  |              |
| Matheus Crivella    | Principal  | Principal  | Principal    |
| Natallia Formaggeri | Principal  | Principal  | Participação |
| Patrick Salles      | Principal  | Principal  | Participação |
| Ricardo Salusse     | Principal  | Principal  | Principal    |
| Vitória Araújo      | Principal  | Principal  | Participação |
| Aoxi                |            | Principal  |              |
| Cayo Rodrigues      |            | Principal  |              |
| Maryane Valim       |            | Principal  | Principal    |
| William Guimarães   |            | Principal  | Principal    |
| Beatriz Valença     |            |            | Principal    |
| Daniele Japa        |            |            | Principal    |
| Helena Steigner     |            |            | Principal    |
| Leonardo Carvalho   |            |            | Principal    |
| Matheus Miranda     |            |            | Principal    |
| Thiago Hippólito    |            |            | Principal    |

## Episódios
| Temporada | Temporada | Episódios | Episódios | Originalmente lançado  | Originalmente lançado |
| Temporada | Temporada | Episódios | Episódios | Estreia da temporada   | Final da temporada    |
| --------- | --------- | --------- | --------- | ---------------------- | --------------------- |
|           | 1         | 12        | 12        | 30 de setembro de 2021 | 9 de dezembro de 2021 |
|           | 2         | 12        | 12        | 9 de junho de 2022     | 19 de julho de 2022   |
|           | 3         | 12        | 12        | 15 de junho de 2023    | 31 de agosto de 2023  |

### 1ª temporada (2021)
| N.º na série | N.º na temp. | Título        | Exibição original      |
| --- | ------------ | ------------- | ---------------------- |
| 1 | 1            | "Episódio 1"  | 30 de setembro de 2021 |
| No primeiro dia das férias, dez cariocas se encontram e conhecem a casa que será o lar da família Rio Shore. Logo de cara todos se dão bem e mostram um pouco do que vão passar nessas férias: muita festa e causação.                                  |              |               |                        |
| 2 | 2            | "Episódio 2"  | 30 de setembro de 2021 |
| Boss convoca quatro membros da família para o primeiro dia de trabalho em sua pousada. Uma amiga de Patrick chama todos para irem ao Fishbone em mais um dia de curtição, que resulta em um after cheio de convidados e troca-troca na casa Shore.      |              |               |                        |
| 3 | 3            | "Episódio 3"  | 7 de outubro de 2021   |
| A família explora Búzios em uma tarde nas dunas e a noite no bar Gipsy, onde encontram rostos conhecidos. O encontro incomoda Juliana e Vitória, que é levada ao limite após Patrick falar besteira. Juliana começa a incomodar alguns membros da casa. |              |               |                        |
| 4 | 4            | "Episódio 4"  | 14 de outubro de 2021  |
| Gabriel Aglio chama seu amigo Novinho e todos os membros da família Shore para uma festa animada em sua casa; Juliana prova que já está em outra; Vitória ainda tenta administrar seus sentimentos.                                                     |              |               |                        |
| 5 | 5            | "Episódio 5"  | 21 de outubro de 2021  |
| Após uma manhã aproveitando paisagens lindas, a família faz um churrasco em casa e convida alguns amigos que fizeram durante a temporada; a convidada de Patrick e seu amigo incomodam muitos da casa Rio Shore e a noite acaba em uma série de brigas. |              |               |                        |
| 6 | 6            | "Episódio 6"  | 28 de outubro de 2021  |
| Vitória e Patrick botam um ponto final entre eles; Patrick se incomoda com Jéssica e Cristal e desencadeia uma briga envolvendo toda a família; Natallia começa a abrir o olho para algumas verdades sobre Guilherme.                                   |              |               |                        |
| 7 | 7            | "Episódio 7"  | 4 de novembro de 2021  |
| Guilherme e Natallia tentam entender o relacionamento deles; Jarlles causa a alegria da casa com um convite para o show do Felipe Ret; na volta ao lar, a confusão está garantida com a chegada de uma bomba para Jéssica.                              |              |               |                        |
| 8 | 8            | "Episódio 8"  | 11 de novembro de 2021 |
| A chegada da amiga de Cristal gera uma grande briga entre ela e Jéssica; Patrick e Guilherme também se desentendem; o boss libera um passeio de barco para os Shores, que rende mais um dia animado.                                                    |              |               |                        |
| 9 | 9            | "Episódio 9"  | 18 de novembro de 2021 |
| Natallia e Guilherme seguem revirando o relacionamento, assim como Vitória e Juliana depois que um amigo de Luana fica entre as duas; Patrick chama a família para uma praia de nudismo.                                                                |              |               |                        |
| 10 | 10           | "Episódio 10" | 25 de novembro de 2021 |
| Os Shores vão a um baile de máscaras e encontram novos amigos de Novinho; Vitória e Patrick se desentendem em uma situação nada comum; depois de uma noite em clima de casal, Vitória briga com Guilherme e acaba respingando em mais gente da casa.    |              |               |                        |
| 11 | 11           | "Episódio 11" | 2 de dezembro de 2021  |
| Kevin beija a inimiga de Jéssica, o que gera um clima de muita tensão; entre tapas e beijos, Luana e Patrick seguem firmes e fortes e novamente uma brincadeira acaba em briga; Ricardo e Vitória propõe uma pool party na pousada do boss.             |              |               |                        |
| 12 | 12           | "Episódio 12" | 9 de dezembro de 2021  |
| Um almoço emocionante no iate clube marca o último dia das férias; o chefe prepara um show surpresa para seus convidados; entre torta de climão e sexo, a última noite é muito bem aproveitada.                                                         |              |               |                        |

### 2ª temporada (2022)
| N.º na série | N.º na temp. | Título        | Exibição original   |
| --- | ------------ | ------------- | ------------------- |
| 13 | 1            | "Episódio 1"  | 9 de junho de 2022  |
| Nem todos Shores se reencontram. A presença de novatos gera alegria e estranheza. Jéssica surpreende por estar namorando, algo que nem todos aprovam. Novinho reforça hierarquia, Nat e Jéssica resistentem chamar Gui e Cristal para a mansão.    |              |               |                     |
| 14 | 2            | "Episódio 2"  | 14 de junho de 2022 |
| Jéssica e Nat se incomodam com Cristal e Gui; Rick tem um match; Gui e Cristal começam um grande segredo; o novo Boss já dá a primeira escala de trabalho; Nat se envolve com Cayo, assim como Novinho e Aoxi; Patrick oscila entre amor e ódio.   |              |               |                     |
| 15 | 3            | "Episódio 3"  | 16 de junho de 2022 |
| A loucura de Patrick tem consequências; Nat comemora seu aniversário; Gui e Cristal seguem com seu segredo, Aoxi nota mal-estar de Vic por causa de Novinho; a casa pressiona Will e Mary e Cayo e Nat a se resolverem para que não haja confusão. |              |               |                     |
| 16 | 4            | "Episódio 4"  | 21 de junho de 2022 |
| Mary tem ciumes de Will e todos dão pitaco. Enquanto uns trabalham, outros vão para aula de passinho. Novinho e Aoxi tem DR, Nat mete seu bedelho, irritando Novo. Cayo sente ciúmes de Will e Nat e a família curte um show da Turma do Pagode.   |              |               |                     |
| 17 | 5            | "Episódio 5"  | 23 de junho de 2022 |
| Mary e Will transam e ela fica caídinha por ele; Novinho e Aoxi discutem; Rico quer conhecer o Rio e os Shores o levam para a quadra do Salgueiro, onde Rick entra em conflito com o Boss; Mississipi enfim chega, causando horrores.              |              |               |                     |
| 18 | 6            | "Episódio 6"  | 28 de junho de 2022 |
| Nat e Cayo desapegam. Mary segue com ciúmes de Will e Mississipi mostra como é sorrateira. Cristal e Gui quase são descobertos. Will e Mary tentam definir a relação. Jéssica tem a chance de tirar o atraso.                                      |              |               |                     |
| 19 | 7            | "Episódio 7"  | 30 de junho de 2022 |
| Mississipi se apega e preocupa Will. Gui e Cristal são descobertos. Os Shores vão para uma balada, e Will e Natallia provocam ciúmes. Tudo acaba em briga, e a família volta para casa enfurecida com Will.                                        |              |               |                     |
| 20 | 8            | "Episódio 8"  | 5 de julho de 2022  |
| Will apronta na balada mais esperada, a casa se vira contra ele; Mississipi, que paquerou Mary, prova o próprio veneno; Cayo se assusta e não sabe lidar com Natralha; Kevin convida todos para um passeio, mas Jéssica não fica nada contente.    |              |               |                     |
| 21 | 9            | "Episódio 9"  | 7 de julho de 2022  |
| Cayo e Novinho se estranham durante a estadia em Búzios; Kevin tenta contornar o desconforto de Jéssica com a sua presença, mas a Shore nao está aberta para conversar e, tampouco, para o trabalho.                                               |              |               |                     |
| 22 | 10           | "Episódio 10" | 12 de julho de 2022 |
| A família não aguenta mais lidar com a montanha-russa emocional de Jéssica e decide tomar uma atitude; Natallia explode com o casal Guilherme & Cristal e também com Cayo, o seu interesse amoroso atual.                                          |              |               |                     |
| 23 | 11           | "Episódio 11" | 14 de julho de 2022 |
| Lipe Ribeiro e Bifão chegam para agitar o fim do verão da família Shore e conquistam Natallia e Will; Mary se nega a ceder a sua cama para que Will e Bifão durmam juntos e Vitória decide comprar a briga.                                        |              |               |                     |
| 24 | 12           | "Episódio 12" | 19 de julho de 2022 |
| Para encerrar a temporada em grande estilo, a família Shore faz um passeio de barco, almoça em seu lugar favorito e curte o show de MC Don Juan na mansão junto a seus convidados.                                                                 |              |               |                     |

### 3ª temporada (2023)
| N.º na série | N.º na temp. | Título        | Exibição original    |
| --- | ------------ | ------------- | -------------------- |
| 25 | 1            | "Episódio 1"  | 15 de junho de 2023  |
| Veteranos e novatos se encontram na nova mansão Shore e já rola muita pegação e algumas desavenças. A família curte a primeira balada do verão na ressaca e são surpreendidos com a chegada da nova Boss. |              |               |                      |
| 26 | 2            | "Episódio 2"  | 22 de junho de 2023  |
| 27 | 3            | "Episódio 3"  | 29 de junho de 2023  |
| 28 | 4            | "Episódio 4"  | 6 de julho de 2023   |
| Os Shores recebem a visita da Boss Jojo Todynho e logo depois os conflitos crescem na mansão; após um dia e noite cheios de brigas, a família discute um assunto que pode mudar o rumo do verão.          |              |               |                      |
| 29 | 5            | "Episódio 5"  | 13 de julho de 2023  |
| Mary e Triz deixam o clima tenso na mansão; os Shores vão para uma noitada que acaba em briga; após um acerto de contas, as meninas saem para espairecer; um integrante chega na mansão para ficar.       |              |               |                      |
| 30 | 6            | "Episódio 6"  | 20 de julho de 2023  |
| 31 | 7            | "Episódio 7"  | 27 de julho de 2023  |
| Um desentendimento entre Guilherme e Matheus muda o rumo do verão para um deles; parte da família recebe uma visita, enquanto os outros trabalham; Jojo Todynho aparece com planos inesperados.           |              |               |                      |
| 32 | 8            | "Episódio 8"  | 3 de agosto de 2023  |
| Jessica chega para balançar as estruturas da família e os Shores curtem uma festa na mansão, com show da MC Mirella e convidados do "De Férias com o Ex".                                                 |              |               |                      |
| 33 | 9            | "Episódio 9"  | 10 de agosto de 2023 |
| 34 | 10           | "Episódio 10" | 17 de agosto de 2023 |
| Japa cria desavenças na noitada com a família; Jessica e Novinho flertam e ela surpreende a todos em uma noite quente que repercute pelos quatro cantos da mansão.                                        |              |               |                      |
| 35 | 11           | "Episódio 11" | 24 de agosto de 2023 |
| No último dia de trabalho, a família curte o Quiosque do Pepê fora do expediente e Triz é novamente alvo de comentários na mansão. Os Shores são convidados para uma festa na piscina muito animada.      |              |               |                      |
| 36 | 12           | "Episódio 12" | 31 de agosto de 2023 |
| Os Shores curtem um dos afters mais agitados do verão. A última noite na mansão é com emoções à flor da pele e cheia de acontecimentos, como brigas, pegações, reconciliações e até pedido de namoro.     |              |               |                      |

### Especiais
| N.º | Título             | Exibição original      |
| --- | ------------------ | ---------------------- |
| 2 | "Natal em Família" | 19 de dezembro de 2022 |
| A convite de Novinho, Nat, Rick, Missi, Kevin, Gui, Cristal, Vic, Mary e Will se reúnem para uma ceia de Natal com direito a amigo da onça, pegação, sobremesa de torta de climão e lavação de roupa suja... ao melhor estilo da família Shore. |                    |                        |

## Outras Aparições
Em 23 de setembro de 2021, Cristal, Jessica, Novinho e Ricardo, apareceram no MTV MIAW 2021, como parte da divulgação do programa. Em outubro de 2022, Aoxi fez sua estreia como atriz em uma telenovela da TV Globo, interpretando a personagem "Silene" em Travessia.
- All Star Shore

| Participante       | Temporada | Colocação | Referências |
| ------------------ | --------- | --------- | ----------- |
| Ricardo Salusse    | 1         | Finalista | [ 18 ]      |
| Guilherme Evaristo | 2         | Finalista | [ 19 ]      |

- De Férias com o Ex: Caribe

| Participante   | Temporada    | Colocação   | Referências |
| -------------- | ------------ | ----------- | ----------- |
| Will Guimaraes | Salseiro VIP | Ex de Bifão | [ 20 ]      |

## Prêmios e indicações
| Ano  | Prêmio   | Categoria          | Indicado        | Resultado | Ref.   |
| ---- | -------- | ------------------ | --------------- | --------- | ------ |
| 2022 | MTV MIAW | Realeza do Reality | Natralha        | Indicado  | [ 21 ] |
| 2022 | MTV MIAW | Realeza do Reality | Rico Melquiades | Venceu    | [ 21 ] |